# Gruczolakorak jelita cienkiego
Gruczolakorak jelita cienkiego, rak jelita cienkiego (łac. adenocarcinoma intestini tenuis) – nowotwór złośliwy rozwijający się w obrębie jelita cienkiego. Jest to stosunkowo rzadki nowotwór, mimo znacznej długości i powierzchni tego narządu. Histopatologicznie gruczolakorak jest najczęstszym nowotworem złośliwym jelita cienkiego, stanowi od 30 do 40% nowotworów złośliwych tego narządu.
Głównymi czynnikami ryzyka są niektóre uwarunkowane genetycznie zespoły predyspozycji do nowotworów oraz gruczolaki.
Pierwszymi objawami choroby nierzadko są ostre powikłania takie jak niedrożność jelita czy krwawienie z przewodu pokarmowego. Do innych częstych objawów nowotworu należą ból brzucha oraz przewlekłe krwawienie prowadzące do anemii.
Rozpoznanie guza jest trudne, ze względu na małą dostępność narządu do badania. Największą rolę w diagnostyce pełnią tomografia komputerowa oraz enterokliza TK.
Podstawową metodą leczenia jest resekcja jelita w zakresie zdrowych tkanek, która jest jednak zwykle trudna do przeprowadzenia, ze względu na warunki, jakie stwarza rozpoznanie w momencie wystąpienia ostrych, bezpośrednio zagrażających życiu powikłań. Chemioterapia wykazuje ograniczoną skuteczność. Guz jest uważany za promieniooporny przy równoczesnej znacznej wrażliwości jelita na promieniowanie, która dodatkowo ogranicza możliwość zastosowania tej metody terapeutycznej. Rokowanie mocno zależy od zaawansowania klinicznego oraz możliwości przeprowadzenia radykalnego onkologicznie zabiegu.

## Epidemiologia
Gruczolakorak jelita cienkiego jest rzadkim guzem. Mimo że jelito cienkie zajmuje 90% powierzchni błony śluzowej i 75% długości przewodu pokarmowego, to jego guzy stanowią tylko 2% nowotworów złośliwych przewodu pokarmowego i 0,3% wszystkich nowotworów złośliwych. Jest to guz wielokrotnie rzadszy od raka jelita grubego, żołądka czy trzustki. Gruczolakorak jest znacznie częstszy w krajach uprzemysłowionych, a w krajach rozwijających się powszechniejszym nowotworem złośliwym jelita cienkiego jest chłoniak. Częstość występowania rośnie wraz z wiekiem; jest częstszy u mężczyzn oraz u osób czarnoskórych. W 2000 roku częstość zachorowania na gruczolakoraka jelita cienkiego w Stanach Zjednoczonych wynosiła u mężczyzn 19 przypadków na milion, a u kobiet 14 przypadków na milion. Największa zapadalność przypada na siódmą dekadę życia. Obserwuje się wzrost częstości zachorowania na gruczolakoraka jelita cienkiego u mężczyzn zarówno czarnoskórych, jak i rasy białej. W Polsce w 2010 roku zanotowano 240 przypadków nowotworów złośliwych w obrębie jelita cienkiego (w tym również gruczolakoraka jelita cienkiego), co stanowi 0,2% wszystkich nowotworów złośliwych.

## Etiologia i czynniki ryzyka
Nie wyjaśniono w pełni powodów, dlaczego nowotwory złośliwe jelita cienkiego są znacznie rzadsze od raka jelita grubego i innych nowotworów przewodu pokarmowego, mimo że stanowi ono większość powierzchni przewodu pokarmowego. Prawdopodobnie jest to związane ze znacznie szybszym pasażem treści, który znacznie ogranicza ekspozycję na czynniki rakotwórcze. Alkaliczna treść jelitowa może dezaktywować wiele karcynogenów. W jelicie cienkim komórki macierzyste nabłonka są zlokalizowane głębiej, w pobliżu dna krypty jelitowej, co utrudnia ekspozycję na czynniki karcynogenne. W jelicie cienkim występuje mniejsza ilość bakterii, które rozkładają kwasy żółciowe do rakotwórczych metabolitów. Istotne znaczenie ma wysoki poziom enzymów neutralizujących potencjalnie rakotwórcze substancje, w tym benzopiren, obecny w dymie papierosowym oraz grillowanym i konserwowanym jedzeniu, metabolizowany przez hydroksylazę benzopirenu. W tym narządzie, w porównaniu do jelita grubego, powstaje mniej reaktywnych form tlenu. Ważnym elementem chroniącym jelito cienkie przed karcynogenezą są immunoglobuliny A (IgA).
Czynnikami ryzyka choroby są:

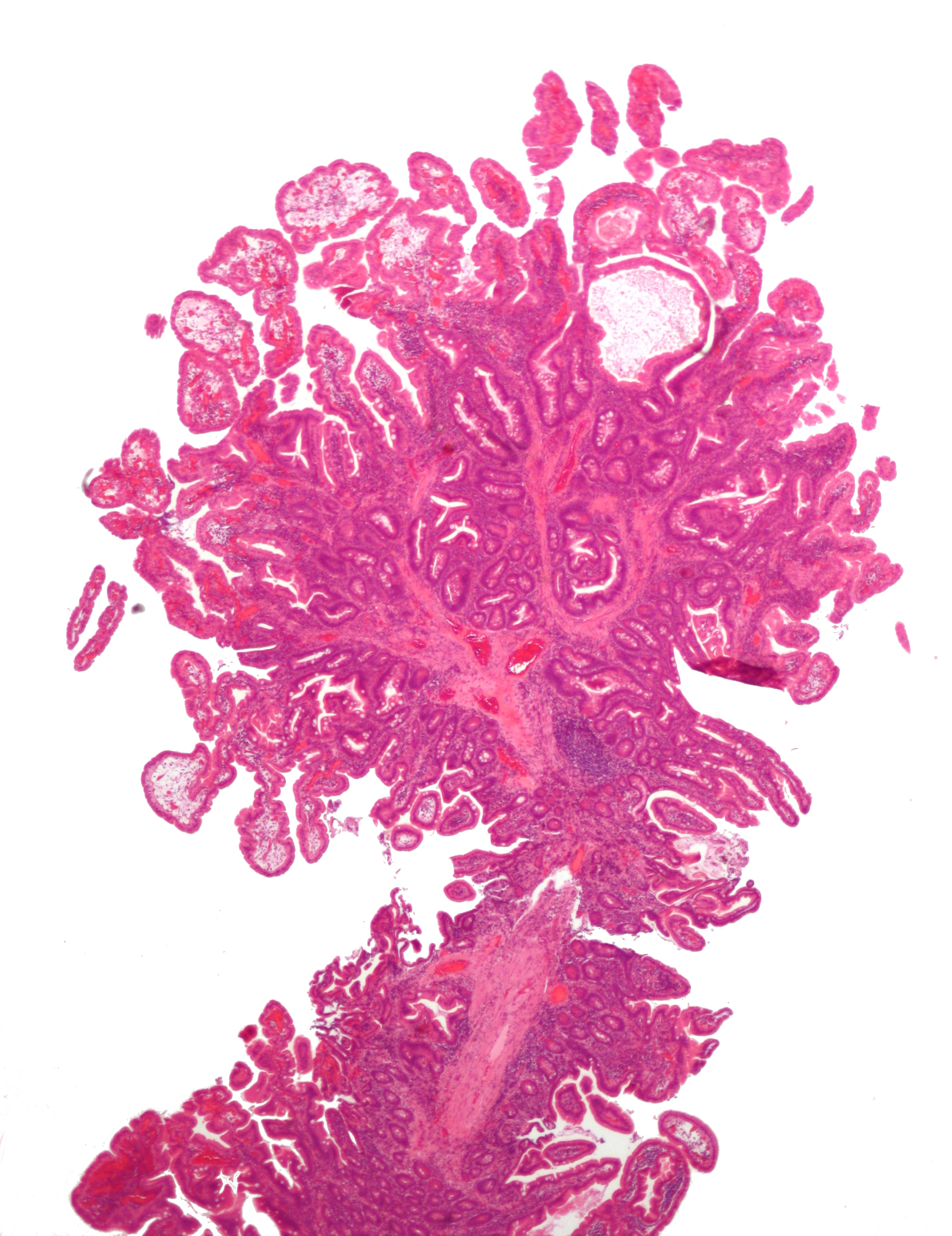
Polip w jelicie cienkim w zespole Peutza-Jeghersa

- gruczolak jelita cienkiego – prawdopodobnie, podobnie jak w jelicie grubym, gruczolak jest prekursorem gruczolakoraka[16][17]. Występuje duże ryzyko przejścia gruczolaków kosmkowych do gruczolakoraka[18][17], nawet 40% z gruczolaków kosmkowych może okazać się zmianami złośliwymi[19].

- zespół Peutza-Jeghersa – zespół jest związany ze zwiększoną częstością występowania hamartomatycznych polipów jelita oraz aż 520-krotnym zwiększonym ryzykiem gruczolakoraka jelita cienkiego[20].

- rodzinna polipowatość gruczolakowata (FAP) – mutacja w genie APC powoduje powstawanie mnogich gruczolaków, które występują u 50–90% chorych, u 3–5% chorych może rozwinąć się gruczolakorak w obrębie jelita cienkiego[21]. Ryzyko nowotworu jest zwiększone 300-krotnie[22][11].

- zespół Lyncha typu II (dziedziczny rak jelita grubego niezwiązany z polipowatością, HNPCC) – zwiększa około 100-krotnie względne ryzyko zachorowania[23][24][25][26].

- choroba Leśniowskiego-Crohna – choroba jest związana z około 33-krotnym wzrostem względnego ryzyka zachorowania[27], zwiększone ryzyko zachorowania występuje po 10 latach choroby[17].

- czynniki dietetyczne – dieta bogata w czerwone mięso, tłuszcze zwierzęce i produkty wędzone[28], nadmierne spożywanie czerwonego mięsa oraz smażonych lub wędzonych produktów jest związane z 2–3-krotnym wzrostem ryzyka zachorowania[29].

- palenie tytoniu – część badań wskazuje na korelację między paleniem a ryzykiem zachorowania[30][31].

- celiakia – niewielki wzrost ryzyka chłoniaka T-komórkowego oraz raka gruczołowego, zwiększone ryzyko chłoniaka występuje również przy przestrzeganiu diety bezglutenowej[32][33][23].

- cholecystektomia i kamica żółciowa – niektóre badania wskazują na pewien związek kamicy żółciowej[34] oraz cholecystektomii z gruczolakorakiem jelita cienkiego[35][17].

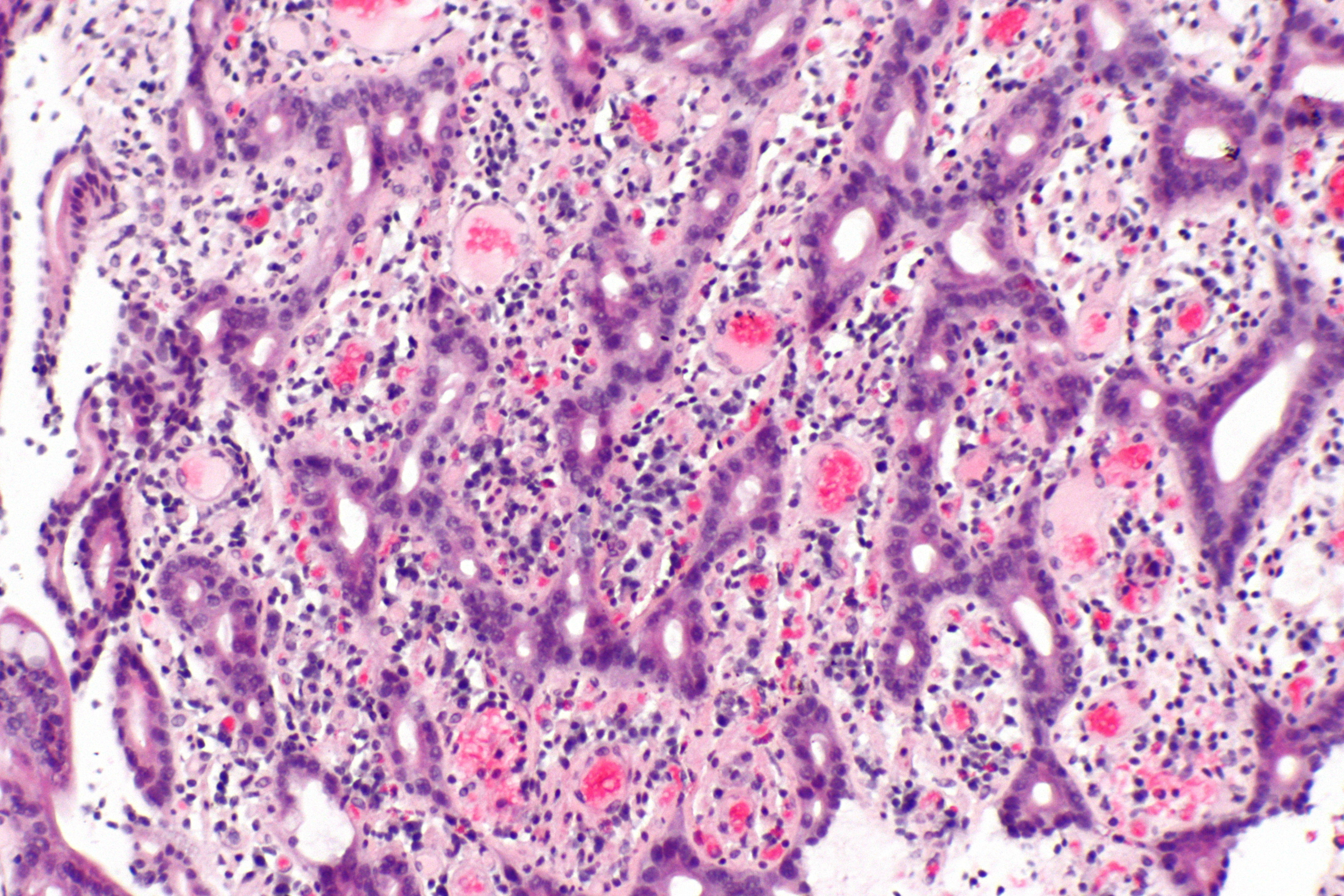
Wysokozróżnicowany gruczolakorak w okolicy brodawki Vatera

## Histopalogia
Gruczolakorak jest najczęstszym nowotworem złośliwym jelita cienkiego, stanowi on około 40% zmian złośliwych tego narządu. Pozostałe nowotwory złośliwe to rakowiak (25–40%) i chłoniaki (10–20%).
Gruczolakorak najczęściej jest zlokalizowany w dwunastnicy (48%) oraz jelicie czczym (32%), rzadziej w jelicie krętym (19%). W dwunastnicy najczęściej jest zlokalizowany w okolicy brodawki Vatera, w jelicie czczym głównie w pobliżu więzadła Treitza (do 30 cm), w jelicie krętym zwykle jest związany z chorobą Leśniowskiego-Crohna. Rak makroskopowo rośnie w formie ograniczonego nacieku lub w formie polipowatego grzybiastego tworu. Przerzuty najczęściej są zlokalizowane w wątrobie (59%) lub pojawiają się jako karcynomatoza otrzewnej (25%), rzadziej występują w obrębie miednicy (5%) lub płuc (3%).

## Objawy
| Objaw                             | Częstość występowania |
| Niedrożność jelit                 | 77%                   |
| Ból brzucha                       | 46%                   |
| Krwawienie z przewodu pokarmowego | 26%                   |
| Spadek masy ciała                 | 21%                   |

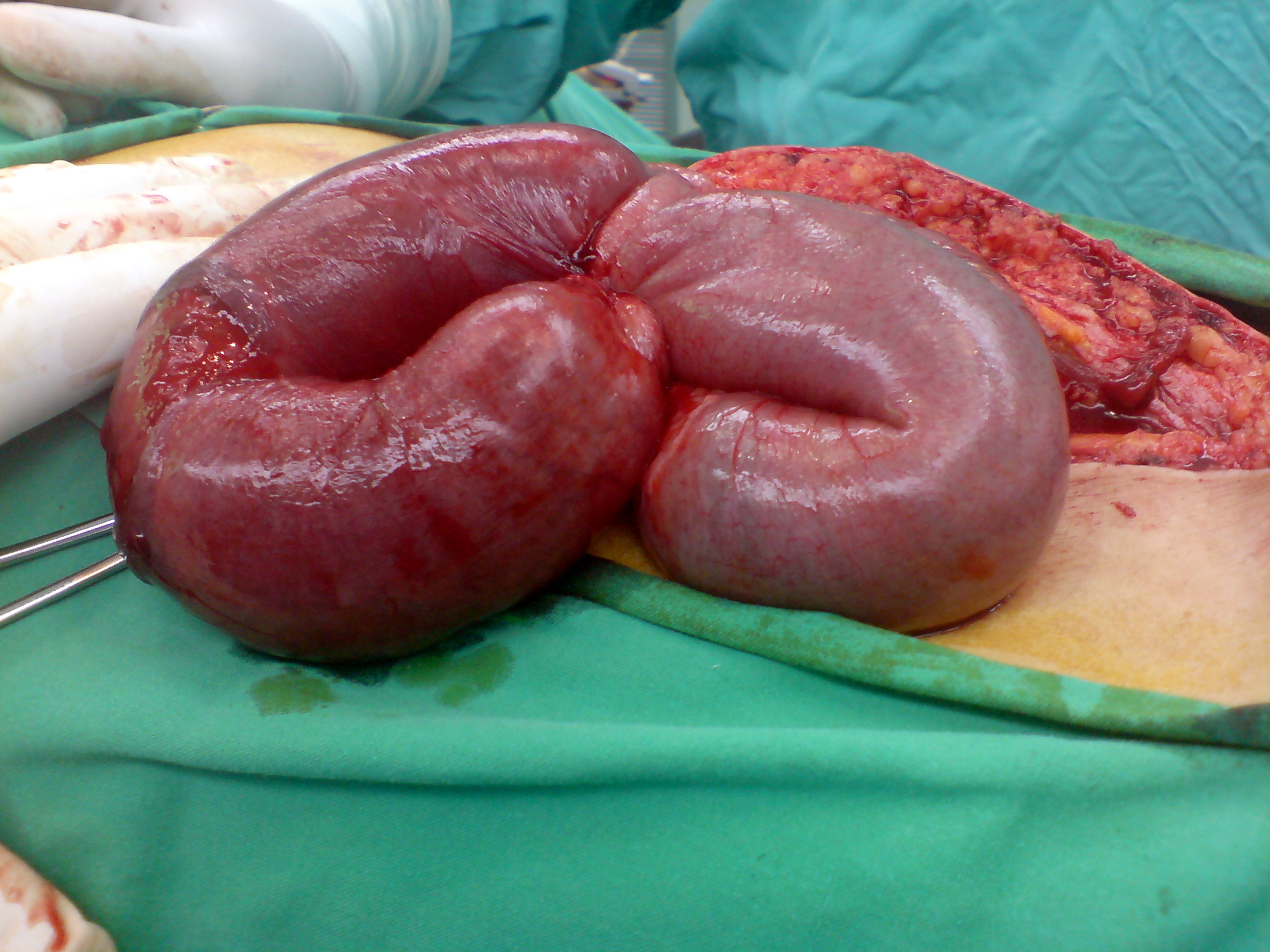
Niedrożność jelit jest jednym z najczęstszych objawów gruczolakoraka jelita cienkiego

Rozpoznanie gruczolakoraka jelita cienkiego jest trudne. W początkowym stadium nowotwór zazwyczaj jest bezobjawowy, a prezentowane objawy nie są specyficzne i mogą występować również przy innych chorobach przewodu pokarmowego.
Zmiany złośliwe wcześniej dają objawy, ponad połowa guzów złośliwych jelita cienkiego objawia się ostrymi objawami (ostry brzuch), jakimi są niedrożność jelit, krwawienie z przewodu pokarmowego, silny ból brzucha oraz rzadko perforacja przewodu pokarmowego. Niedrożność pojawia się u 77% chorych, często jako pierwszy objaw. W ostrych powikłaniach często właściwe rozpoznanie guza jest ustalane podczas laparotomii. Objawy niedrożności jelita zależą od wysokości, na której się pojawiła i szybkości jej progresji. Zwykle mają one charakter stopniowo narastający. Początkowo guz nie zamyka całego światła i niedrożność jest przepuszczająca, a wraz z progresją choroby dochodzi do wystąpienia klasycznych objawów choroby całkowitej niedrożności (niedrożność nieprzepuszczająca). W całkowitej niedrożności pojawia się ból brzucha, początkowo napadowy o charakterze kolkowym, który jest związany z falą perystaltyczną. W miarę trwania niedrożności ból zmienia charakter na stały. Towarzyszą temu nudności i wymioty, których nasilenie oraz początek jest największy i najwcześniejszy w niedrożności początkowych odcinków jelita (tzw. wysoka niedrożność), a znacznie mniej nasilona w dystalnych częściach. Z kolei wzdęcie brzucha jest większe przy zamknięciu dalszych odcinków jelita. Dochodzi do zatrzymania stolca i gazów. Ostre krwawienie do przewodu pokarmowego powoduje powstawanie smolistych stolców, a przy nasilonym krwotoku dochodzi do spadku ciśnienia tętniczego i przyspieszenia tętna, bladości i duszności. Często mniej nasilone krwawienie można wykryć w badaniach laboratoryjnych (badanie stolca na krew utajoną). Ważnym objawem klinicznym jest przewlekłe krwawienie z przewodu pokarmowego, które objawia się niedokrwistością z niedoboru żelaza i smolistymi stolcami. W przypadku zmian w dwunastnicy, szczególnie w okolicy brodawki Vatera, może wystąpić żółtaczka. Nowotwór również może się objawiać bólami brzucha, nudnościami i wymiotami oraz spadkiem masy ciała. Objawem zwykle już zaawansowanego guza jest wyczuwalna masa w brzuchu podczas badania palpacyjnego.

## Diagnostyka
Wczesna diagnoza jest bardzo trudna, ze względu na brak wczesnych i specyficznych objawów. Nowotwór często jest rozpoznawany dopiero po resekcji. W przeciwieństwie do raka żołądka i jelita grubego jest on trudno dostępny dla badania endoskopowego.
Tylko co trzeci chory ma definitywne rozpoznanie przed resekcją.
- kontrastowe badanie radiologiczne – badanie pozwala wykryć jedynie 33% guzów[22].

- enterokliza – metoda podwójnego kontrastu, odznacza się czułością 90% w wykrywaniu nowotworów złośliwych jelita cienkiego, badanie często pozwala przewidzieć typ histopatologiczny nowotworu[49]. Gruczolakorak zwykle jest widoczny jako krótkie odcinkowe pierścieniowate zwężenie, zwężenie nieregularnego kształtu („ogryzek jabłka”) lub nieregularności błony śluzowej[50].

- enterokliza TK – jest to odmiana badania tomografii komputerowej, w której doustnie lub za pomocą cewnika dojelitowego podaje się dużą ilość kontrastu (około 1500 ml). Enterokliza TK charakteryzuje się bardzo wysoką czułością wynoszącą niemal 100% i swoistością 95%[51]. Enterokliza TK pozwala uwidocznić światło i ściany jelita, węzły chłonne, krezkę, naczynia krezkowe oraz sąsiednie struktury[52][53]. Badanie dobrze uwidacznia zmiany w błonie śluzowej, pogrubienie ściany jelita oraz powikłania pozajelitowe. W przeciwieństwie do konwencjonalnej tomografii komputerowej, która wykrywa duże zmiany, enterokliza TK może być przydatna w diagnostyce niewielkich zmian. Metoda ta pozwala wykryć guzy wielkości 5 mm[52][54][52].

- enterokliza MR – jest to odmiana badania rezonansu magnetycznego, która również wymaga podania odpowiedniego środka kontrastowego. Metoda nie wykorzystuje promieniowania jonizującego, pozwala na uwidocznienie niewielkich zmian błony śluzowej, jest szczególnie przydatna w przypadku niedrożności[52].

- tomografia komputerowa – często jest to pierwsze badanie wykonywane z powodu nieswoistych objawów[42]. Tomografia jest bardzo przydatnym badaniem do oceny zaawansowania miejscowego oraz nacieku krezki i zajęcia węzłów chłonnych[55]. W tomografii komputerowej nowotwór jest widoczny jako odcinkowe koncentryczne lub nieregularne zwężenie światła ze zgrubieniem ściany jelita. Zwykle jest widoczne ekscentryczne pogrubienie ściany oraz zwężenie światła i poszerzenie jelita przed zwężeniem[56][39][5]. Masywne owrzodzenie gruczolakoraka jest często mylone z chłoniakiem, jednak gruczolakorak znacznie rzadziej daje masywne powiększenie węzłów chłonnych i zwykle zajmuje bardzo krótki odcinek jelita[55][57]. Gruczolakorak wykazuje umiarkowane wzmocnienie kontrastowe[5]. Tomografia umożliwia również zobrazowanie przerzutów. Metoda pozwala na wykrywanie i definitywną diagnozę 60% przypadków gruczolakoraka i chłoniaka oraz 33% przypadków rakowiaka[57].

- ezofagogastroduodenoskopia – jest przydatna w diagnostyce zmian zlokalizowanych w dwunastnicy, badanie pozwala wykonać biopsję zmiany i wykonać badanie histopatologiczne[42].

- kolonoskopia – w tym badaniu czasem dostępny jest końcowy odcinek jelita krętego, co umożliwia wykonanie biopsji[42].

- endoskopia kapsułkowa – badanie umożliwia zobrazowanie całej długości jelita, jednak nie pozwala pobrać próbki do badania histopatologicznego. Może być przydatną metodą poprawiającą skuteczność wykrywania nowotworów jelita cienkiego[58][59][60][2].

- enteroskopia dwubalonowa – metoda umożliwia zobrazowanie całego jelita cienkiego oraz pobranie biopsji zmian. Część badaczy sugeruje, że technika może być uważana za złoty standard w diagnostyce małych zmian w jelicie cienkim[2][61][62][63][64][65].

## Zaawansowanie kliniczne
| Guz pierwotny – cecha T                        | |
| Tx                                             | Nie można ocenić guza pierwotnego |
| T0                                             | Nie stwierdza się guza pierwotnego |
| Tis                                            | Rak in situ |
| T1a                                            | Guz nacieka blaszkę właściwą |
| T1b                                            | Guz nacieka błonę podśluzową |
| T2                                             | Guz nacieka warstwę mięśniową właściwą |
| T3                                             | Guz nacieka warstwę podsurowiczą lub tkanki otaczające błonę mięśniową w miejscach, w których jelito nie jest pokryte otrzewną; naciek <2 cm |
| T4                                             | Perforacja otrzewnej trzewnej lub bezpośrednie naciekanie innych narządów lub struktur, w tym innej pętli jelita cienkiego, krezki lub przestrzeni zaotrzewnownowej na odcinku >2 cm albo ściany jamy brzusznej; dla guzów dwunastnicy naciek trzustki lub dróg żółciowych |
| Zajęcie okolicznych węzłów chłonnych – cecha N | |
| Nx                                             | Nie można ocenić okolicznych węzłów chłonnych |
| N0                                             | Nie stwierdza się przerzutów w okolicznych węzłach chłonnych |
| N1                                             | Przerzuty obecne w 1-3 węzłach chłonnych |
| N2                                             | Przerzuty obecne w ≥4 węzłów chłonnych |
| Przerzuty odległe – cecha M                    | |
| Mx                                             | Nie można określić obecności przerzutów odległych |
| M0                                             | Nie stwierdza się przerzutów odległych |
| M1                                             | Obecne przerzuty odległe |

| Stopień zaawansowania | Cecha T | Cecha N | Cecha M |
| 0                     | Tis     | T0      | M0      |
| I                     | T1, T2  | N0      | M0      |
| IIA                   | T3      | N0      | M0      |
| IIB                   | T4      | N0      | M0      |
| IIIA                  | Każde T | N1      | M0      |
| IIIB                  | Każde T | N2      | M0      |
| IV                    | Każde T | Każde N | M1      |

## Leczenie

### Leczenie chirurgiczne

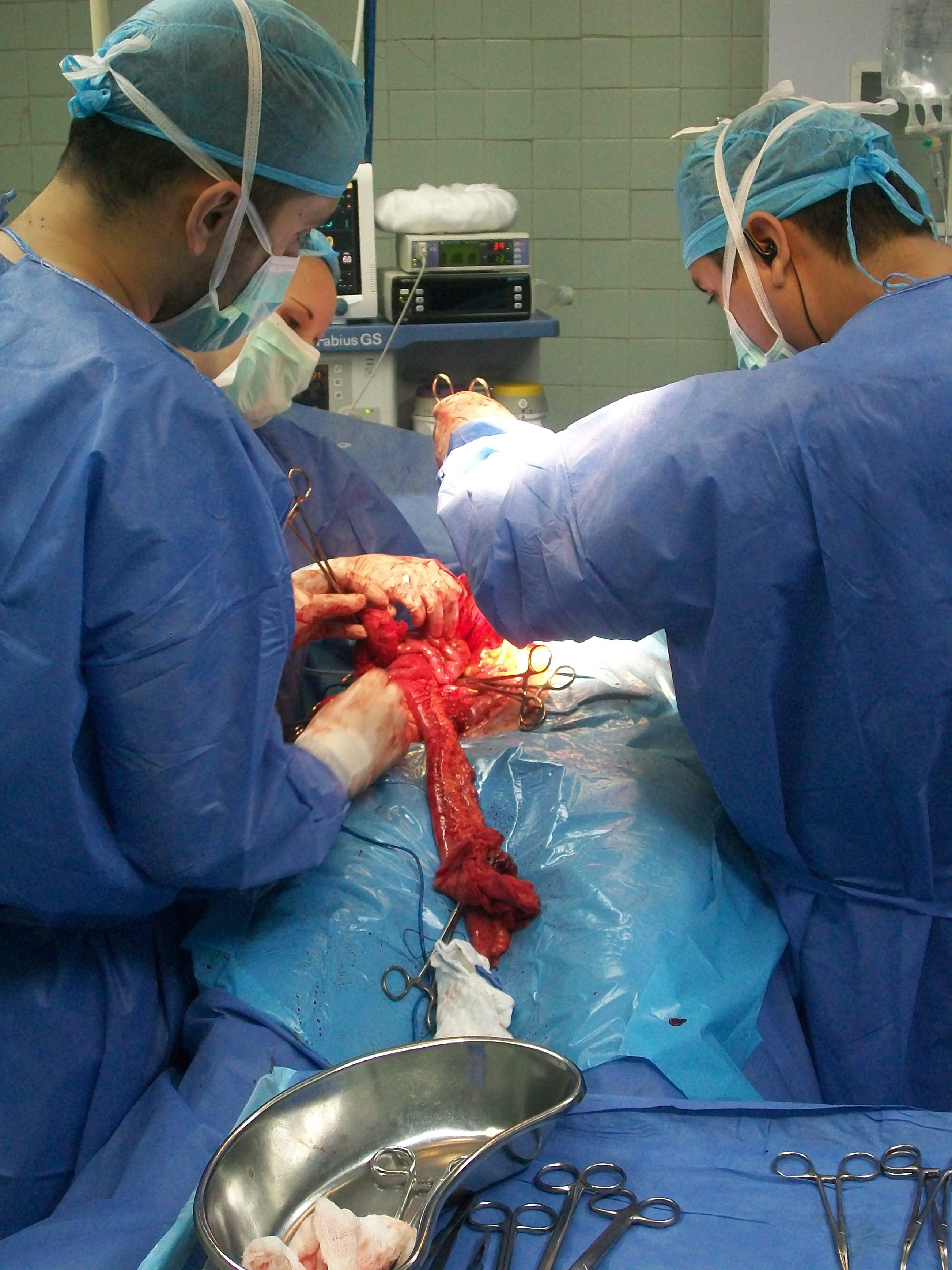
Resekcja jelita cienkiego

Leczenie chirurgiczne jest jedyną metodą umożliwiającą całkowite wyleczenie. Podstawową metodą jest resekcja chirurgiczna z zachowanymi ujemnymi mikroskopowo marginesami (resekcja R0). W przypadku guzów zlokalizowanych w dwunastnicy istnieje kilka opcji leczenia chirurgicznego. Stosuje się segmentalną resekcję dwunastnicy, klasyczną pankreatoduodenektomię i resekcję dwunastnicy z zachowaniem trzustki (ang. pancreas-preserving duodenal resection). Niektóre badania wskazują na wyższe przeżycie całkowite (OS) chorych leczonych pankreatoduodenektomią w porównaniu do odcinkowej resekcji dwunastnicy. Szeroka resekcja jelita z limfadenektomią jest stosowana w guzach jelita czczego oraz proksymalnej części jelita krętego. Ileokolektomia jest stosowaną w przypadku zmian zlokalizowanych w dalszej części jelita krętego. Nowotwór jest nieoperacyjny w sytuacji rozległego miejscowego zaawansowania, przerzutów do wielu lokalnych węzłów chłonnych, przerzutów odległych, nacieku wątroby lub powierzchni otrzewnej. Ze względu na częste znaczne zaawansowanie choroby w momencie rozpoznania tylko u 40–65% chorych jest możliwa resekcja z intencją całkowitego wyleczenia, u pozostałych przeprowadza się zabiegi paliatywne. Wykonuje się wówczas paliatywne resekcje lub zespolenia omijające. Radykalna operacja jest trudna, ponieważ zagrożony jest dopływ krwi do pozostałej części jelita cienkiego i prawej połowy okrężnicy. Dodatkowa znaczna część guzów jest rozpoznawana podczas laparotomii wykonanej z powodu ostrych powikłań, co nie sprzyja radykalności zabiegu.

### Terapia neoadiuwantowa i adiuwantowa
Obecnie nie ma wystarczających dowodów na skuteczność podawania adiuwantowej chemioterapii, a wszelkie dostępne dane pochodzą z małych badań. Dużą trudnością jest fakt, że w badaniach chorzy zakwalifikowani do leczenia uzupełniającego byli zagrożeni najwyższym ryzykiem nawrotu, co oczywiście przekłada się na niekorzystne rokowania i słabsze wyniki terapii. Mimo braku dowodów na korzyści wynikające z takiego leczenia jest ono często stosowane, jako postępowanie podobne do leczenia raka jelita grubego, które jednak ma udowodnione korzyści.
Dane dotyczące skuteczności stosowania radiochemioterapii adiuwantowej są bardzo ograniczone. W badaniu z Duke University nie wykazano korzyści dla chorych otrzymujących radiochemioterapię adiuwantową w porównaniu do grupy leczonych wyłącznie operacyjnie, jednak zaobserwowano wzrost odsetka przeżyć pięcioletnich u chorych z wolnymi marginesami operacyjnymi od nacieku nowotworowego (tzw. ujemne marginesy). W grupie chorych z ujemnymi marginesami zastosowana radiochemioterapia adiuwantowa zwiększała odsetek przeżyć pięcioletnich do 83%, podczas gdy w grupie leczonych wyłącznie operacyjnie odsetek ten wyniósł 63%. Neoadiuwantowa radiochemioterapia była badana w bardzo małych badaniach, wstępne badania zachęcają do dalszych prób.

### Chemioterapia paliatywna
Chorzy po resekcji z dodatnimi marginesami lub zajęciem węzłów chłonnych wykazują słabe rokowania. Chemioterapia paliatywna jest stosowana w leczeniu zaawansowanych etapów choroby. Chemioterapia paliatywna powoduje poprawę przeżycia leczonych, co potwierdza kilka badań, choć są to niewielkie badania jednoośrodkowe. Kapecytabina lub 5-fluorouracyl z oksaliplatyną mogą być najbardziej aktywnymi połączeniami i powinny być włączane do leczenia.
W jednym z tych badań chorzy leczeni uzyskali średnią medianę przeżycia 18,6 miesiąca, a nieleczeni 13,4 miesiąca, jednak częściowo wyniki wynikają z kryteriów doboru leczonych. W monoterapii aktywnym cytostatykiem wobec gruczolakoraka jest 5-fluorouracyl. W badaniu Swartza i współpracowników lek poprawiał medianę przeżycia z 21 do 41 miesięcy, jednak nie powodował wzrostu odsetka przeżyć pięcioletnich. W retrospektywnym wieloośrodkowym badaniu klinicznym 5-fluorouracyl w połączeniu z doksorubicyną i mitomycyną wykazywał 18% odsetek odpowiedzi oraz medianę przeżycia całkowitego 8 miesięcy. W innym niewielkim badaniu z kapecytabiną i oksaliplatyną (CAPOX) uzyskano 50% odsetek odpowiedzi, a mediana całkowitego przeżycia u chorych z chorobą uogólnioną wynosiła 15,5 miesiąca. Badano również połączenie 5-fluorouracylu, leukoworyny (folinian wapnia), oksaliplatyny (schemat FOLFOX) i osiągnięto medianę przeżycia całkowitego 17,8 miesięcy. W niewielkich próbach aktywność wykazywał irynotekan.

### Radioterapia
Gruczolakorak jest uważany za raka opornego na promieniowanie, szczególnie przy dużej wrażliwości jelita cienkiego na uszkodzenia popromienne. Radioterapia może być stosowana w terapii paliatywnej.

## Rokowanie
Do niezależnych niekorzystnych czynników rokowniczych należy niski stopień zróżnicowania guza, dodatnie marginesy chirurgiczne i zajęcie lokalnych węzłów chłonnych. Z kolei lokalizacja guza, wiek i płeć chorego nie mają istotnego statystycznie wpływu na rokowanie. Również wielkość guza powyżej 5 cm nie ma wpływu na rokowanie.

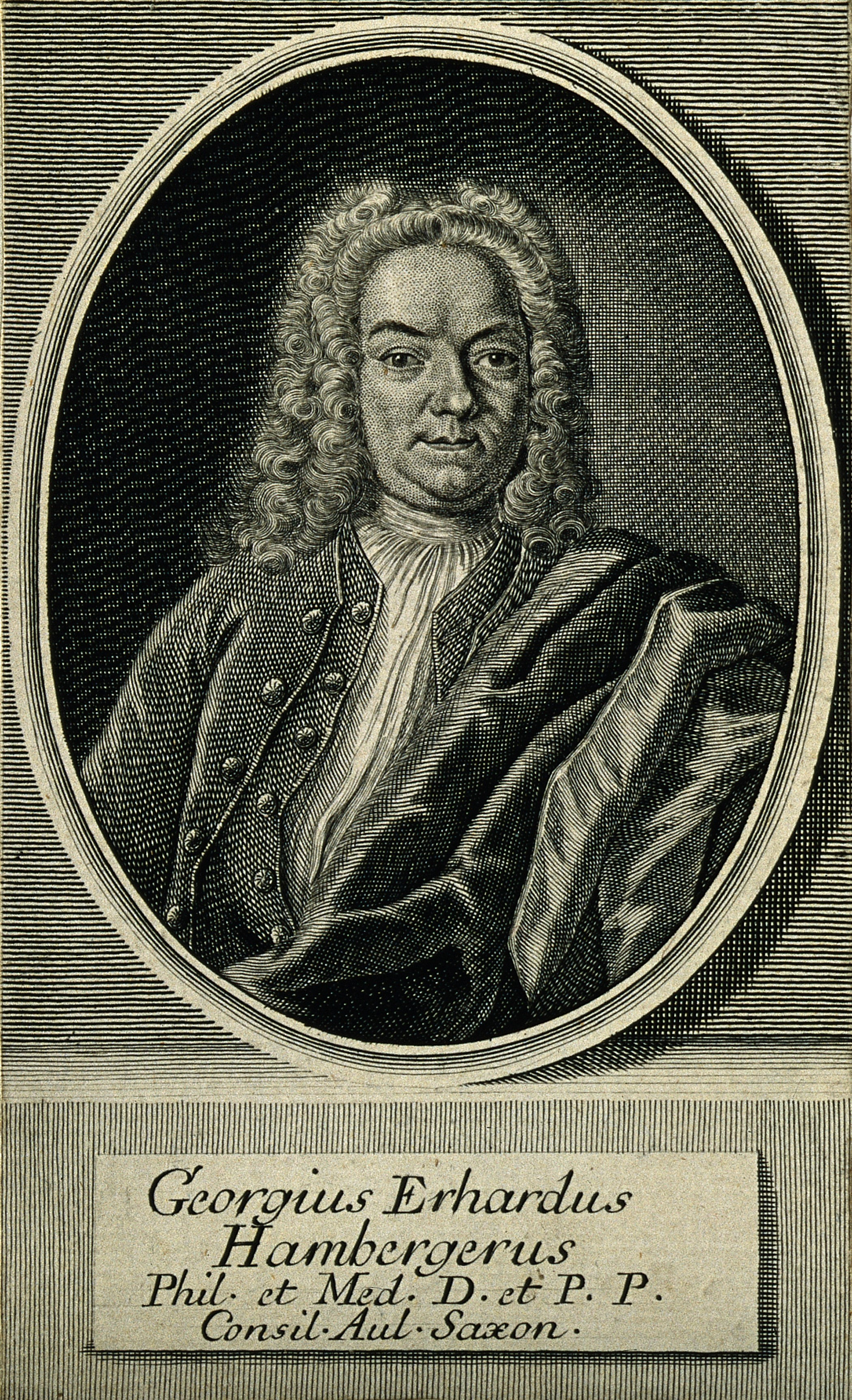
Georg Erhard Hamberger

Przeżycie pięcioletnie chorych na raka jelita cienkiego wynosi około 15–30%. Rokowanie zależy od stadium zaawansowania klinicznego guza i jest znacząco gorsze w wyższych stadiach. Przeżycie w stadium I wynosi około 65%, w II stadium 48%, w III stadium 35%, a w IV tylko 4%. Pięcioletnie przeżycie u chorych ze zlokalizowaną chorobą wynosi około 50–60%, a w przypadku zajęcia węzłów chłonnych spada do około 30–50%. Pojawienie się przerzutów znacząco obniża rokowania, wówczas przeżycie pięcioletnie nie przekracza 5%, a mediana przeżycia wynosi około 11 miesięcy.

## Historia
Mimo że jest to dość rzadki typ nowotworu, to pierwsze opisy przypadków liczą już ponad 250 lat. W 1746 niemiecki chirurg Georg Erhard Hamberger opisał przypadek nowotworu jelita cienkiego zlokalizowanego w dwunastnicy, który spowodował perforację jelita. Jednak dziś wydaje się bardziej prawdopodobne, że w rzeczywistości nie był to nowotwór złośliwy jelita cienkiego, a raczej perforacja wrzodu dwunastnicy. Jeden z pierwszych opisów guza również w obrębie dwunastnicy podał Giovanni Battista Morgagni w liście z 1861 roku, który mógł być rozpoznany przed 1833 rokiem. W 1835 roku Jean Cruveilhier opisał przypadek łagodnego nowotworu w obrębie jelita cienkiego (hamartoma).
Kolejne opisy tego rzadkiego guza podają Chomel w 1852 i Caillet w 1876 roku. Pierwsza seria przypadków złośliwych nowotworów jelita cienkiego została opublikowana przez Leichtenstein w 1876. Podobnie Hearteaux w 1899 roku opublikował serie przypadków dla guzów łagodnych. W 1883 roku Wesner opisał mięsaka gładkokomórkowego jelita.
Pierwsza udana resekcja guza jelita cienkiego w jelicie krętym została wykonana przez W. Fleinera w 1885 roku.

## Klasyfikacja ICD10
| kod ICD10     | nazwa choroby                                                                   |
| ------------- | ------------------------------------------------------------------------------- |
| ICD-10: C17   | Nowotwór złośliwy jelita cienkiego                                              |
| ICD-10: C17.0 | Dwunastnica                                                                     |
| ICD-10: C17.1 | Jelito czcze                                                                    |
| ICD-10: C17.2 | Jelito kręte                                                                    |
| ICD-10: C17.3 | Uchyłek Meckela                                                                 |
| ICD-10: C17.8 | Zmiana przekraczająca granice jednego umiejscowienia w obrębie jelita cienkiego |
| ICD-10: C17.9 | Jelito cienkie, umiejscowienie nieokreślone                                     |